# Questione dello Schleswig-Holstein

Una mappa della penisola dello Jutland con i principali territori: l'Holstein in giallo, lo Schleswig meridionale in marrone, lo Schleswig settentrionale in rosso e le altre parti danesi dello Jutland in rosso scuro.

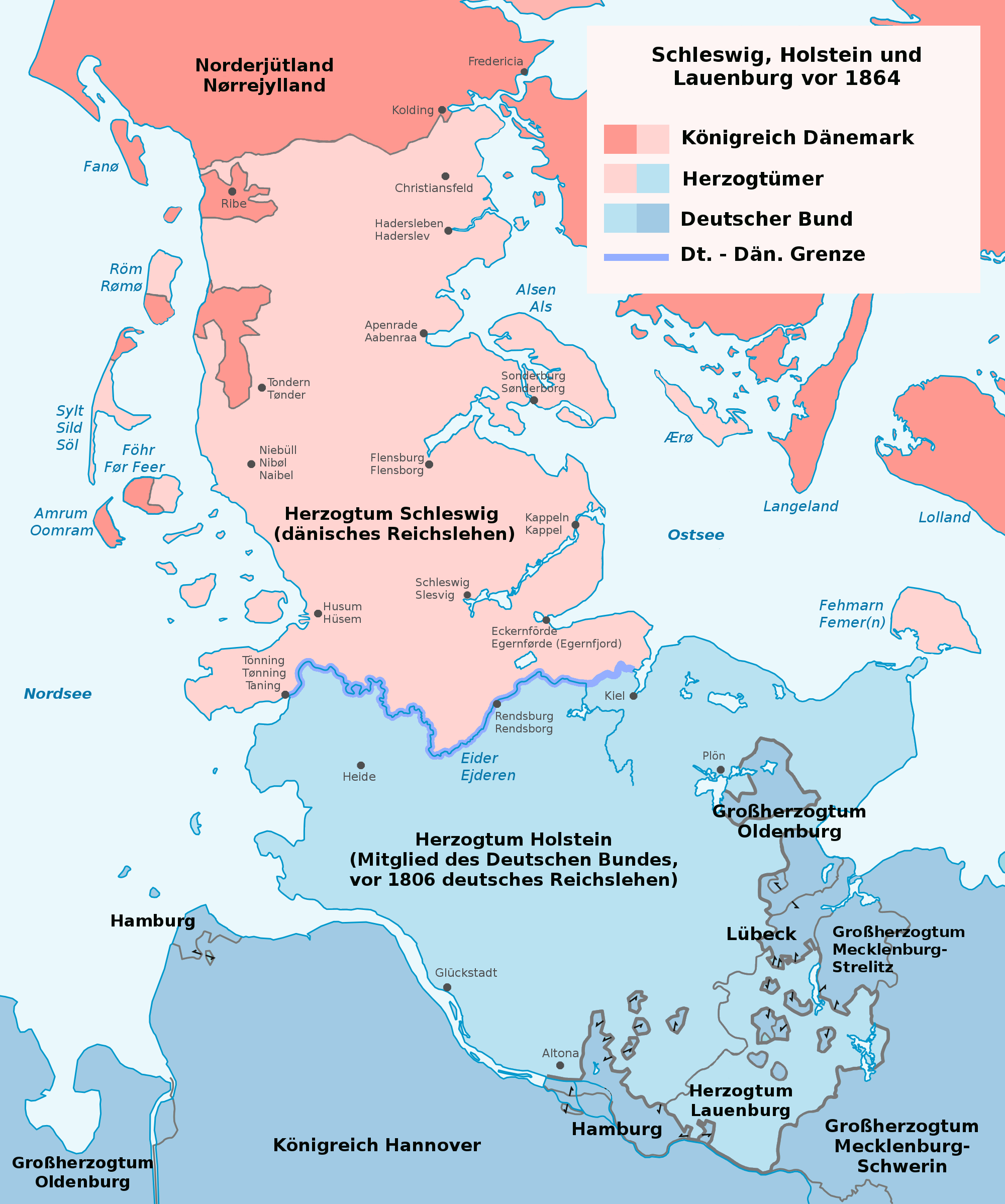
Lo Schleswig e l'Holstein prima della seconda guerra dello Schleswig.

La Questione dello Schleswig-Holstein (in tedesco Schleswig-Holsteinische Frage; in danese Spørgsmålet om Sønderjylland og Holsten) fu un insieme complesso di questioni diplomatiche e politiche sorte nel XIX secolo dalle relazioni di due ducati, Schleswig (Sønderjylland/Slesvig) e Holstein (Holsten), con la corona danese, la Confederazione tedesca e tra di loro. Si dice che lo statista britannico Lord Palmerston abbia affermato: "Solo tre persone hanno davvero capito gli affari dello Schleswig-Holstein: il principe consorte, che è morto; un professore tedesco, che è impazzito; e io, che ho dimenticato tutto al riguardo."
Lo Schleswig faceva parte della Danimarca durante l'età vichinga e divenne un ducato danese nel XII secolo. L'Holstein, situato a sud dello Schleswig, era in epoca medievale un feudo del Sacro Romano Impero. Dal 1460 in poi, i due territori erano stati governati insieme da un unico duca, Cristiano I, che era anche re di Danimarca. Il trattato di Ribe, concordato dal re danese al fine di ottenere il controllo di entrambi gli stati, sembrava indicare che Schleswig e Holstein dovevano rimanere uniti, anche se tale interpretazione fu successivamente contestata. Il Sacro Romano Impero fu sciolto nel 1806, ma la Confederazione germanica formata nel 1815 includeva anche l'Holstein. All'inizio dell'Ottocento la popolazione dell'Holstein era quasi interamente di etnia tedesca, insieme a gran parte dello Schleswig.
Sia lo Schleswig che l'Holstein erano stati governati da istituzioni separate dal resto del Regno danese. Il 27 marzo 1848, Federico VII di Danimarca annunciò al popolo dello Schleswig la promulgazione di una costituzione liberale in base alla quale il ducato, pur preservando la sua autonomia locale, sarebbe diventato parte integrante della Danimarca. Ciò portò a una rivolta aperta da parte della grande maggioranza tedesca dello Schleswig-Holstein a sostegno dell'indipendenza dalla Danimarca e della stretta associazione con la Confederazione tedesca. L'intervento militare del Regno di Prussia sostenne la rivolta: l'esercito prussiano scacciò le truppe danesi dallo Schleswig e dall'Holstein, dando inizio alla prima guerra dello Schleswig (1848-51), che terminò con una vittoria danese a Idstedt; con il Protocollo di Londra, la comunità internazionale sancì il mantenimento dello status quo.
Una seconda crisi emerse a causa di una controversia sulla successione. I Ducati di Holstein e Lauenburg erano infatti ereditari in base alla legge salica; il Regno di Danimarca con lo Schleswig aveva una legge sull'eredità diversa, che consentiva agli eredi maschi di ereditare attraverso la linea femminile. In base a queste diverse leggi sulla successione, il re Federico VII di Danimarca, che non aveva figli, avrebbe avuto eredi differenti in Danimarca e in Holstein, di fatto provocando una separazione tra i territori. Ma quando Federico morì nel 1863, il suo erede danese Cristiano IX affermò di aver ereditato anche il Ducato di Holstein e tentò di reintegrare il Ducato di Schleswig nel regno danese firmando la cosiddetta Costituzione di novembre. Ciò fu visto come una violazione del Protocollo di Londra e portò alla seconda guerra dello Schleswig del 1864 e, infine, all'assorbimento dei Ducati da parte della Prussia.
In seguito alla sconfitta della Germania nella prima guerra mondiale, l'area a maggioranza danese dello Schleswig settentrionale fu finalmente unificata con la Danimarca dopo due plebisciti organizzati dalle potenze alleate. Una piccola minoranza tedesca vive ancora nello Schleswig settentrionale, mentre una minoranza danese è ancora oggi residente nello Schleswig meridionale.

## Problema costituzionale
Dal 1849 in avanti, il regno danese si trovò ad avere sistemi costituzionali diversi all'interno dei suoi territori. La Danimarca vera e propria era diventata una democrazia costituzionale. Tuttavia, l'assolutismo era ancora il sistema in vigore nello Schleswig e nell'Holstein, con assemblee consultive basate sul sistema delle proprietà che dava più potere ai membri più ricchi della società. Le tre unità erano governate da un gabinetto, composto sia da ministri liberali della Danimarca che sollecitavano riforme economiche e sociali che da ministri conservatori della nobiltà dell'Holstein, che si opponevano alla riforma politica. Dopo la rivolta in Holstein e Schleswig, il monarca non aveva alcun interesse a condividere il governo con il popolo, costituito da molti ex ribelli.
La situazione che ne risultò, indurita dalle tensioni etniche, portò a una completa incapacità di governare. Inoltre, gli oppositori danesi di questo cosiddetto Stato unitario (Helstaten) temevano che la presenza di rappresentanti dell'Holstein nel governo ed, allo stesso tempo, l'appartenenza dell'Holstein alla Confederazione germanica avrebbero portato a una maggiore interferenza tedesca nelle questioni relative all'Holstein, o persino negli affari interni alla Danimarca.
A Copenaghen, il palazzo e la maggior parte dell'amministrazione supportavano una stretta aderenza allo status quo. Lo stesso valeva per potenze straniere come Regno Unito, Francia e Russia, che non erano intenzionate ad accettare una Danimarca indebolita a favore di una potenza tedesca, come l'Austria o la Prussia, nel caso in cui quest'ultima avesse acquisito l'Holstein insieme all'importante porto navale di Kiel o controllando l'ingresso al Mar Baltico.

## Lingua e nazionalità

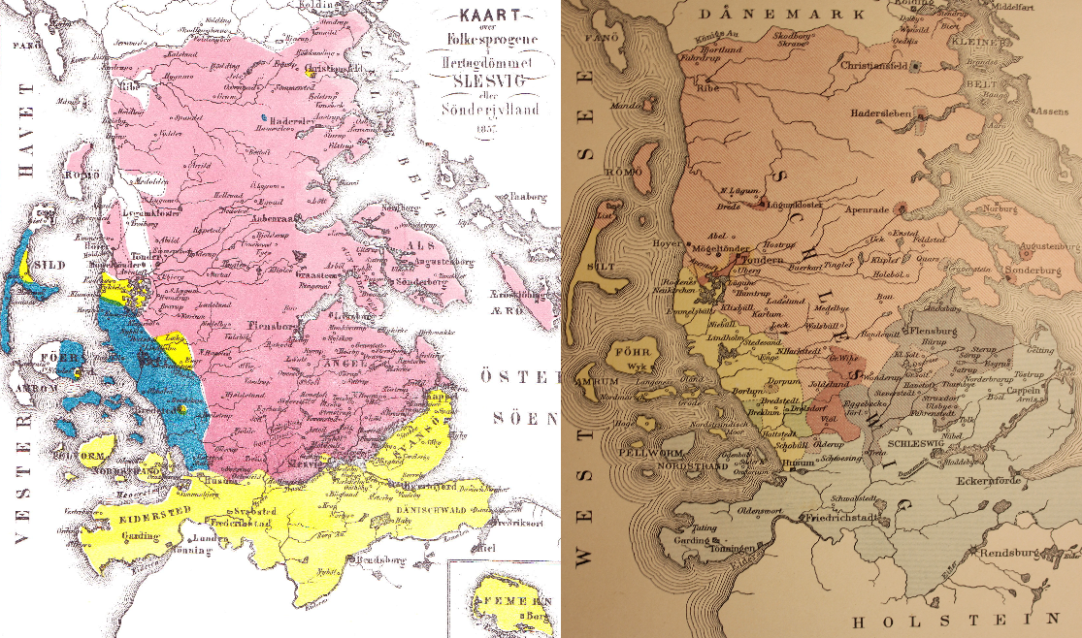
Deriva linguistica nello Schleswig meridionale in una mappa in lingua danese ed in una in lingua tedesca, entrambe risalenti al XIX secolo

Sia la Germania che la Danimarca desideravano creare e consolidare le rispettive nazionalità partendo da un quadro di pratiche culturali e dialetti ancora frammentari.
Inoltre c'era la questione internazionale: le ambizioni rivali delle potenze coinvolte e gli interessi di altri Stati europei, in particolare quelli del Regno Unito, impedivano l'ascesa di una potenza marittima tedesca nel nord.
Il tedesco era stata la lingua del governo nello Schleswig e nell'Holstein; ed era persino stata lingua di governo del regno di Danimarca in diverse epoche. A partire dalla Riforma, il tedesco era diventato l'idioma dominante nella chiesa e nelle scuole, mentre il danese era rimasto la lingua dominante tra i contadini dello Schleswig.
Il basso tedesco era la lingua propria di tutto l'Holstein. Durante i secoli successivi al Medioevo, il basso tedesco era però arrivato a dominare anche nello Schleswig meridionale, che originariamente era prevalentemente di lingua danese. Il danese dominava ancora nello Schleswig settentrionale. Intorno al 1800, tedesco e danese erano parlati in proporzioni approssimativamente uguali in tutto quello che oggi è lo Schleswig centrale.
La lingua tedesca si era lentamente diffusa a spese del danese nei secoli precedenti: ad esempio, il danese era ancora parlato nella penisola di Schwansen intorno al 1780, per poi estinguersi poco dopo.
Il confine linguistico nel XIX secolo si assestava approssimativamente sul confine attuale tra Danimarca e Germania.
Era chiaro che il dominio danese nello Schleswig era vulnerabile e si stava indebolendo. Attraverso la sua vigorosa attività economica, l'area etnicamente tedesca era in piena espansione. Gli immigrati tedeschi arrivavano costantemente e le famiglie che prima parlavano danese spesso trovavano conveniente cambiare lingua. La parlata basso tedesca, in luogo del danese, era diventata propria dell'Holstein e di gran parte dello Schleswig meridionale.
Una soluzione, che in seguito ebbe l'appoggio di Napoleone III, sarebbe stata quella di spartire lo Schleswig sulla base della nazionalità, assegnando la parte danese alla Danimarca e quella tedesca all'Holstein. Questa idea, che in seguito ebbe sostenitori sia danesi che tedeschi, si rivelò all'epoca impraticabile a causa della contrarietà iniziale da entrambe le parti. Questa soluzione fu successivamente implementata dai plebisciti nel 1920 come condizione del trattato di Versailles, e lo Schleswig settentrionale venne restituito alla Danimarca.

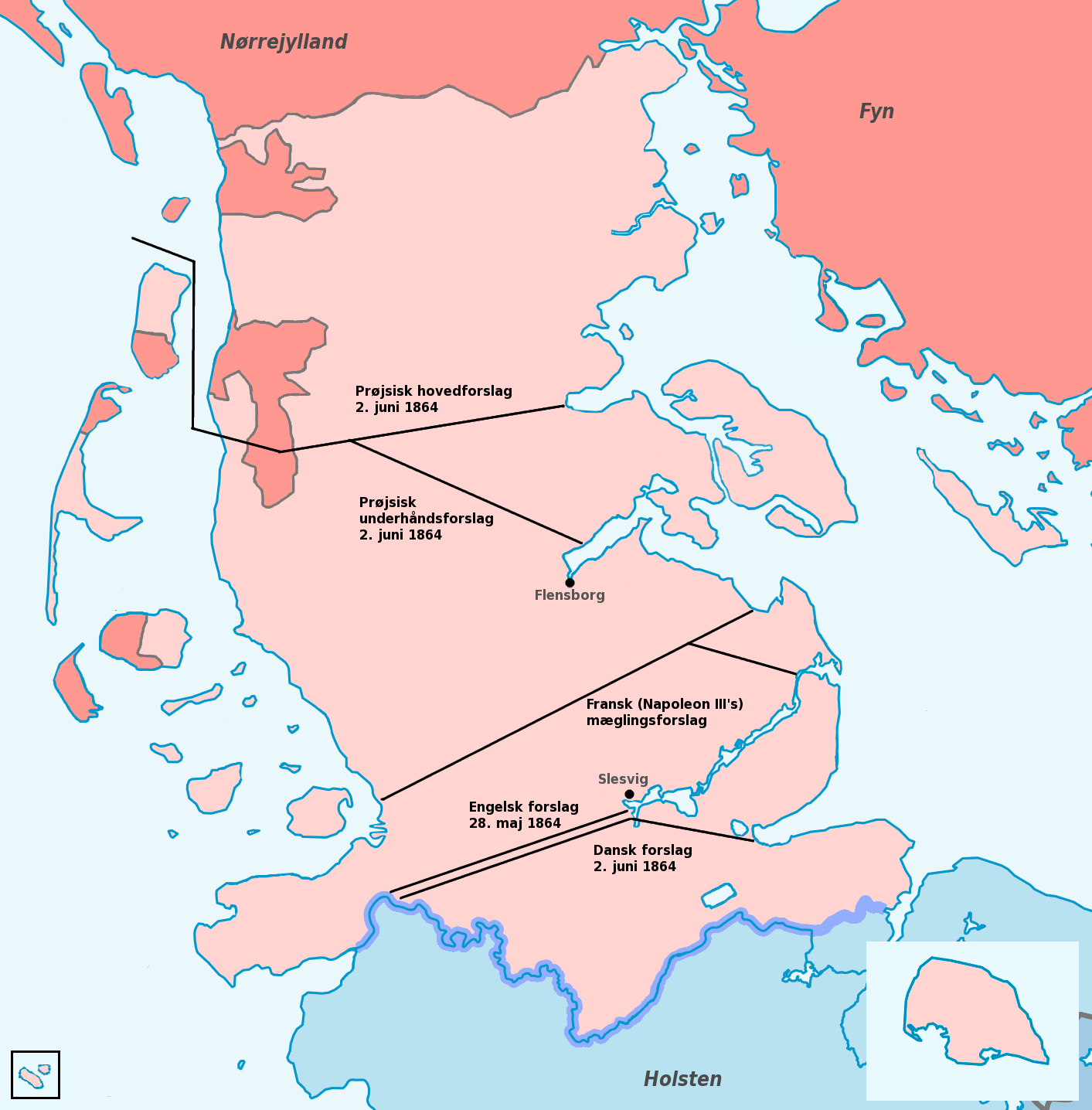
Piani di spartizione dello Schleswig, 1864

## Il trattato di Ribe
Gli abitanti dello Schleswig-Holstein di etnia tedesca si rifacevano ad una clausola del trattato di Ribe del 1460, la quale affermava che Schleswig e Holstein avrebbero dovuto essere "sempre insieme e mai divisi (o separati)". Sebbene questo trattato giocasse un ruolo minore nel contesto del conflitto, la formula "per sempre inseparabili" (Up ewig ungedeelt) divenne proverbiale per il movimento nazionalista tedesco, sia tra coloro che desideravano uno Schleswig-Holstein indipendente, sia tra i sostenitori dell'unificazione con gli altri territori di lingua tedesca.
In Danimarca la clausola ebbe sempre meno importanza e la citazione venne ampiamente considerata fuori contesto: secondo i danesi, avrebbe potuto suggerire che i ducati non fossero separati gli uni dagli altri, o che non fossero suddivisi in quote più piccole di eredità. Nonostante questo ciò era accaduto molte volte, generando numerose enclave feudali. I sostenitori della tesi danese si appoggiavano alle sentenze di un tribunale clericale danese e di un imperatore tedesco, rispettivamente del 1424 e del 1421, affermando che lo Schleswig apparteneva di diritto alla Danimarca, perché era un feudo danese, mentre l'Holstein era un feudo del Sacro Romano Impero; in questo senso Schleswig e Holstein erano quindi di fatto già separati o separabili.
Nonostante questo, le maggiori potenze del tempo sembrano aver dato poco peso al trattato di Ribe e alla sua clausola, ritenendolo di minor importanza rispetto alle tensioni etniche e al potenziale stravolgimento degli equilibri di potere.

## Risoluzione

La provincia dello Schleswig-Holstein (in rosso), nel Regno di Prussia, parte dell'Impero tedesco, 1866-1920.

La seconda guerra dello Schleswig risolse violentemente la questione dello Schleswig-Holstein, costringendo il re di Danimarca a rinunciare (il 1º agosto 1864) a tutti i suoi diritti sui ducati a favore dell'imperatore Francesco Giuseppe I d'Austria e del re Guglielmo I di Prussia. Con l'articolo XIX del trattato definitivo di Vienna firmato il 30 ottobre 1864, venne concesso un periodo di sei anni durante il quale gli abitanti dei ducati appena annessi potevano optare per la nazionalità danese e trasferirsi con i loro possedimenti in Danimarca.
Durante la guerra austro-prussiana del 1866, la Prussia strappò l'Holstein all'Austria e lo fuse con il ducato di Schleswig per creare la provincia di Schleswig-Holstein. Da questo punto in poi, la questione Schleswig-Holstein fu inglobata dalla più ampia questione delle relazioni austro-prussiane, che la guerra del 1866 influenzò profondamente. Sopravvisse, tuttavia, limitatamente alle domande sul destino della popolazione danese dello Schleswig, ancora oggi di grande interesse per gli studenti di diritto internazionale e per illustrare i problemi pratici coinvolti nell'affermazione del moderno principio di nazionalità.
Oggi lo Schleswig settentrionale, o contea dello Jutland Meridionale, si trova in Danimarca; la parte meridionale, conosciuta come Schleswig-Holstein, è uno stato federato della Germania.

## Nella letteratura
- Dostoevskij si riferisce alla questione come "La farsa nello Schleswig-Holstein" in Memorie dal sottosuolo.

- La questione viene citata nel primo volume delle Reminiscenze di Carl Schurz[6] come motivo di preoccupazione nelle Rivoluzioni del 1848 e sotto forma di ricordi farseschi del suo amico Adolf Strodtmann riguardo alla sua partecipazione (di Strodtmann) al conflitto (vedi il capitolo 5, pp.130-132, e il capitolo 6, pp. 141-143).